# HD222561
HD222561 — хімічно пекулярна зоря спектрального класу A4, що має видиму зоряну величину в смузі V приблизно  8,1.
Вона  розташована на відстані близько 911,1 світлових років від Сонця.